# Filbert Street
Filbert Street era un estadi de futbol situat a Leicester (Anglaterra), on històricament hi va disputar els seus partits com a local el Leicester City FC, entre el 1891 i el 2002. Tot i que oficialment el seu nom era "City Business Stadium", a principis del segle xx, principalment és recordat només per la seva adreça, fet que passa habitualment amb els estadis al món futbolístic anglès.

## Història

### Primers anys
El Leicester City es formà el 1884. Aleshores l'equip rebia el nom de Leicester Fosse, ja que la major part dels seus fundadors vivien a la part occidental de la ciutat, per on creua la Fosse Way. La temporada 1884-85 l'equip jugava en un terreny conegut com a Racecourse, abans de compartir Victoria Park amb el club de ruugbi dels Leicester Tigers durant dos anys. El Leicester Fosse també va jugar a Belgrave Road Cycle Track durant un any, tot i que va haver de tornar a Victoria Park quan l'equip de rugbi va oferir un lloguer més elevat als propietaris del Cycle Track per jugar-hi.
El 1889 el Leicester Fosse es va convertir en un club professional, comprant el seu propi terreny a Mill Lane, al nord de Filbert Street. Aviat, no obstant, l'equip es veié obligat a marxar, car el govern municipal va sol·licitar aquells terrenys per desenvolupar la ciutat. L'estiu de 1891, doncs, el Leicester va començar a construir un nou terreny de joc en el que seria Filbert Street, mentre jugava els seus partits temporalment al camp de criquet d'Aylestone Road. Una llegenda local suggereix que el nou terreny s'identifica amb la senyora Westland, neboda d'un dels fundadors del club, Joseph Johnson.
Inicialment, el terreny de joc consistia en uns simples terraplens amb una petita graderia principal al costat occidental, fins que el 1921 es va construir una gradera principal molt més gran. El 1927 es va construir una altra gradera al costat sud (coneguda com a Spion Kop), que es va conèixer com a "Double Decker". El sostre que, amb anterioritat, cobria aquesta graderia, va ser reconstruïda al nord, al final del terreny de Filbert Street. Fou aleshores quan Filbert Street va veure el seu rècord d'assistència, quan 47.298 espectadors van presenciar en directe un partit de la cinquena ronda de la FA Cup entre el Leicester i el Tottenham Hotspur, el 18 de febrer de 1928. En aquell partit també es van poder veure molts espectadors mirant el partit des del sostre de Filbert Street. La primera fase de desenvolupament del terreny de joc va acabar amb la coberta del costat est o costat popular, el 1939.

### Segona Guerra Mundial i postguerra
Una part de la secció de la graderia principal va patir danys pels bombardejos alemanys el 1940, i posteriorment va patir desperfectes més greus per un incendi. El 1949 la graderia havia estat reconstruïda, essent bona part de la mà d'obra presoners de guerra alemanys d'un camp d'internament proper. La màxima capacitat de l'estadi era, aleshores, de 42.000 espectadors. També s'hi van instal·lar uns reflectors, que van estrenar-se en un partit contra el Borussia de Dortmund, l'octubre de 1957.
Després de sobreviure, per un sol vot, a que es posés punt final al contracte d'arrendament, a finals de la dècada de 1940, l'ajuntament va adquirir la plena propietat del terreny el 1962, per una suma de £30,500. El 1971 es van posar les bases per aconseguir un estadi on tots els espectadors estiguessin asseguts, quan el flancs nord i est van convertir-se en graderies. Quatre anys més tard s'hi van afegir 20 graderies bàsiques de negocis a la graderia nord. El 1971 també s'hi va afegir una pionera coberta de polietilè per protegir el terreny de joc. Aquesta cúpula d'aire cobria una àrea de 90,000 peus quadrats, pesava 24 quintars i va necessitar que 15 homes treballessin dues hores per dissenyar-la i inflar-la mitjançant quatre ventiladors elèctrics. Aquesta cípula es va retirar el 1982.

### Darrers anys
Al principi de la dècada de 1990, després de considerar-se el trasllat a un altre estadi, així com un redisseny de Filbert Street, que hauria suposat la rotació del terreny de joc en 90 graus, fins a l'aparcament situat darrere la graderia principal, l'ajuntament va deicidir construi una nova graderia principal, després de demilur l'estructura existent, l'estiu de 1992.
Acabada el desembre de 1993, la graderia Carling tenia una capacitat de 9.500 espectadors, a més d'expandir les instal·lacions corporatives, amb unes despeses de £6 milions. El 1994 la darrera àrea terraplenada – the Kop – va ser convertida en un espai amb seients, convertint Filbert Street en un estadi amb capacitat per 21.500 espectadors asseguts, a més de fer complir l'estadi amb l'Informe Taylor, que obligava a tots els equips de la Premier League i la segona divisió a disposar d'estadis amb seients per tots els espectadors.